# Herman Kudzijew
Herman Wałentynowycz Kudzijew, ukr. Герман Валентинович Кудзієв, ros. Герман Валентинович Кудзиев, Gierman Walentinowicz Kudzijew (ur. 5 sierpnia 1933, Ukraińska SRR, zm. 2005, Ukraina) – ukraiński piłkarz, grający na pozycji napastnika, trener piłkarski.

## Kariera piłkarska
W 1958 rozpoczął karierę piłkarską w drużynie Metałurh Dniepropetrowsk, który potem zmienił nazwę na Dnipro Dniepropetrowsk. W 1962 zakończył karierę piłkarza.

## Kariera trenerska
Po zakończeniu kariery piłkarza rozpoczął pracę szkoleniowca. Najpierw szkolił dzieci w Szkole Sportowej Dnipro-75 w Dniepropetrowsku. W 1987 trenował Szachtar Pawłohrad. W 1988 stał na czele Krywbasa Krzywy Róg, którym kierował do czerwca 1988. Potem kontynuował pracę w Szkole Sportowej Dnipra.